# Zone d'opérations de la côte Adriatique
1943–1945
Entités précédentes :
- Royaume d'Italie

Entités suivantes :
- Yougoslavie
 Royaume d'Italie

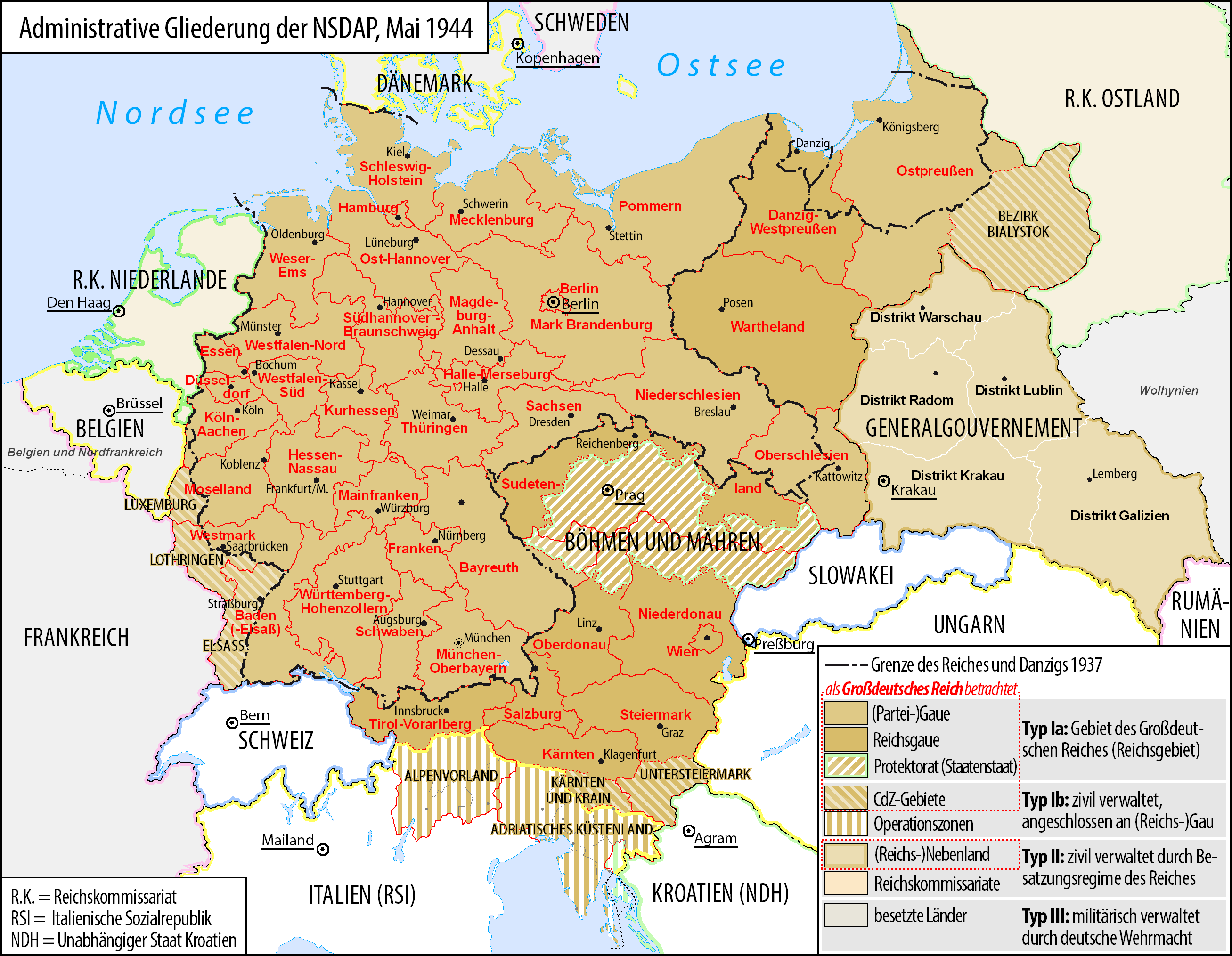
Organisation du Grand Reich en 1944.

La zone opérationnelle de la côte Adriatique (en allemand : Operationszone Adriatisches Küstenland - OZAK ; ou familièrement : Operationszone Adria ; en italien : Zona d'operazioni del Litorale adriatico ; en croate : Operativna zona Jadransko primorje ; en slovène : Operacijska cona Jadransko primorje) était un district allemand nazi sur la côte nord de l'Adriatique créé pendant la Seconde Guerre mondiale en 1943. Il a été formé à partir de territoires qui étaient avant l'automne 1943 sous le contrôle de l'Italie fasciste, jusqu'à sa prise de contrôle par l'Allemagne nazie. Il comprenait des parties des territoires italiens, slovènes et croates actuels. La zone était administrée comme un territoire rattaché, mais non incorporé, au Reichsgau de Carinthie. La capitale de la zone était la ville de Trieste.

## Contexte
L'OZAK a été créé, avec son siège à Trieste, le 10 septembre 1943, par Adolf Hitler, en réponse à la capitulation italienne (8 septembre 1943) à la suite de l'invasion alliée de l'Italie. Elle comprenait les provinces d'Udine, de Gorizia, de Trieste, de Pula (Pola), de Rijeka (Fiume) et de Ljubljana (Lubiana). La Zone d'opérations des Préalpes, comprenant les provinces de Belluno, du Tyrol du Sud et du Trentin, a été créée au même moment. Les deux zones opérationnelles étaient distinctes de la République sociale italienne (Repubblica Sociale Italiana. - RSI), basée à Salò sur le lac de Garde, qui gouvernait le reste de l'Italie qui n'avait pas encore été occupé par les Alliés. Le nom de la zone était une référence à la terre historique de la couronne du Littoral autrichien.
L'OZAK n'était pas purement et simplement incorporée au Reich allemand, mais rattachée au Gau de Carinthie,. Friedrich Rainer, Gauleiter nazi de Carinthie, a été nommé commissaire à la défense du Reich de l'OZAK, devenant ainsi le chef de l'administration civile du territoire semi-annexé. La province de Ljubljana est dotée d'une administration provinciale slovène. Le principal collaborateur Gregorij Rožman, évêque de Ljubljana, recommanda à Rainer que l'antisémite notoire Leon Rupnik soit le président du nouveau gouvernement provincial de Ljubljana,, et Rupnik fut alors dûment nommé le 22 septembre 1943. Le général SS Erwin Rösener devint conseiller du président.

## Activités génocidaires
L'OZAK est le théâtre d'activités génocidaires. Son commandant, le chef supérieur de la SS et de la Police Odilo Globocnik, était devenu l'un des dirigeants nazis les plus craints d'Europe de l'Est après avoir liquidé les ghettos juifs de Varsovie et de Białystok et supervisé les opérations des camps d'extermination de Belzec, Sobibór, Majdanek et Treblinka. Il commanda tous les camps nazis de la Pologne occupée de 1941 à 1943. Après avoir été brièvement Gauleiter de Vienne, il avait été affecté à Trieste, où il dirigea jusqu'à la fin la prison de Risiera di San Sabba, le seul camp SS jamais installé sur le sol italien.
Globocnik, revenu triomphant dans sa ville natale à la mi-septembre 1943, établit son bureau au 21 de la Via Nizza à Trieste et commence à mener l'Einsatz R, la persécution systématique des Juifs, des partisans et des politiciens antinazis dans le Frioul, en Istrie et dans d'autres régions de la côte adriatique, aujourd'hui croate. Son personnel, composé de 92 personnes, pour la plupart des membres de la SS allemande et ukrainienne ayant acquis une expérience de la tuerie lors de l'opération Reinhard, est rapidement élargi pour combattre l'activité incessante des partisans dans toute la région. Le domaine de Globocnik comprenait la Risiera di San Sabba, une grande rizerie désaffectée et décrépite située à Ratto della Pileria 43, dans la banlieue triestine de San Sabba. Sous sa supervision, elle fut transformée en l'unique camp d'extermination nazi du territoire italien. Le camp était utilisé pour détenir des otages, des partisans et des prisonniers politiques, et comme camp de collecte et de transit pour les Juifs déportés vers les camps de concentration nazis. En octobre 1943, les arrestations ont commencé et le camp a ouvert. Le personnel était principalement composé de membres allemands et ukrainiens de la SS sous le commandement du SS-Sturmbannführer Christian Wirth, ancien commandant du camp d'extermination de Bełżec. Wirth est tué par les partisans yougoslaves à Opatija, le 26 mai 1944. Il est remplacé par l'ancien adjoint de Wirth à Lublin et son successeur à Belzec, le SS-Hauptsturmführer Gottlieb Hering. Hering fut remplacé par le SS-Obersturmbannführer Dietrich Allers en août 1944. Le 28 avril 1945, le camp de San Sabba cessa de fonctionner et les troupes de la Waffen-SS libérèrent les détenus restants et démolirent la chambre à gaz et le bâtiment de l'incinérateur le lendemain, afin de détruire les preuves des crimes de guerre.
Plus de 25 000 civils italiens, slovènes, croates et juifs sont passés par le camp de San Sabba, environ 5 000 y ont été tués par diverses méthodes dont le gazage. Aujourd'hui, la rizerie est un site commémoratif national italien Les commandants et collaborateurs du camp ont été jugés à Trieste en 1976, mais leurs sentences n'ont jamais été exécutées.

## Les projets allemands pour la région

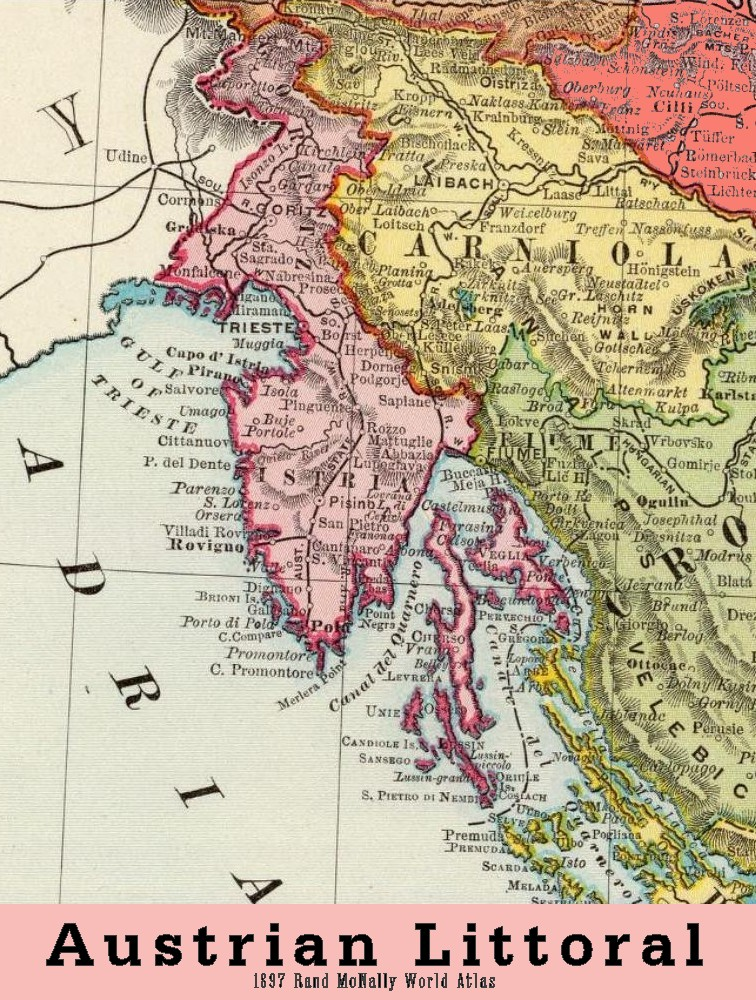
Le littoral autrichien, avec Gorizia et l'Istrie en rose et la Carniole en jaune.

La redéfinition ethnique et politique du littoral adriatique est envisagée pendant la guerre à un niveau théorique. Dans un télégramme envoyé le 9 septembre 1943 au ministre des affaires étrangères Joachim von Ribbentrop, le Gauleiter Rainer suggère l'établissement futur d'un protectorat du Reich à Gorizia, en Istrie et en Carniole, dans l'idée de ressusciter, en l'agrandissant, l'ancien « littoral autrichien ». La politique d'occupation allemande initiale privilégie toutefois l'incorporation de la région au Reichsgau de Carinthie. La diversité ethnique de la région devait être utilisée pour minimiser l'influence italienne, soumettre les populations slaves et introduire la germanité comme force dominante. Cette stratégie était fondée sur une vision pangermaniste de l'histoire de l'Allemagne médiévale et de la monarchie des Habsbourg, où l'on considérait que seuls les seigneurs et les nobles allemands avaient rendu possible le développement économique et administratif de la région.
La composition ethno-sociale de la Vénétie julienne, de Trieste et du Frioul était un élément important des plans d'occupation de l'Allemagne. Le gouvernement fasciste avait perdu le soutien des groupes sociaux de la région et l'effondrement du régime a entraîné une période de désorientation parmi les Italiens. La propagande nazie s'efforce de créer l'illusion que les régions de la zone ont des racines austro-hongroises. L'Allemagne avait prévu d'adopter la région comme partie intégrante du Reich et a utilisé le passé impérial de la région d'où la dénomination Adriatisches Küstenland, nom allemand du littoral autrichien. Les Allemands pensaient qu'en faisant référence aux sentiments de nostalgie austro-hongrois, ils finiraient par raviver les liens entre Vienne, Trieste et l'Allemagne.
Les nazis ont utilisé d'autres tactiques de propagande, comme on a pu le voir en Italie avec la création de la République sociale italienne (RSI), qui était en fait un état fantoche contrôlé par l'Allemagne nazie, promulguant des lois extrêmement répressives qui ciblent des groupes ethniques et nationaux spécifiques, propageant ainsi l'idéologie nazie dans toute la zone. Le 10 novembre 1943, Karl Lapper, chef de la SS Alpenland, émet un ordre qui restreint toutes les sources de radio et d'informations italiennes dans la zone, remplacées par des émissions de radio et d'informations allemandes. En créant un vaste réseau de propagande qui touche tous les aspects de la vie quotidienne, les Allemands sont en mesure de forcer le soutien à la cause nazie.
L'avenir de la province d'Udine (Frioul central et occidental, aujourd'hui provinces d'Udine et de Pordenone) était incertain, mais il est évident qu'une stratégie similaire à celle des autres régions de la zone opérationnelle devait être poursuivie. Dans le télégramme mentionné précédemment, Rainer souligne que la région du Frioul n'est pas ethniquement italienne, mais composée de locuteurs du frioulan et, dans une faible mesure, de l'allemand et du slovène. Des universitaires allemands ont également présenté des preuves supposées de la "profonde influence" de la culture et de la langue allemandes sur les Frioulans, notamment des mots empruntés et des noms de lieux médiévaux. Des preuves historiques ont également été trouvées pour démontrer que la région du Frioul était une terre de marche dans les empires carolingiens et les premiers empires allemands, ainsi que pour le rôle joué par les seigneurs féodaux allemands dans la région, et son annexion au duché de Carinthie à la fin du Xe siècle. Il a donc été conclu que les Frioulans appartenaient au champ culturel allemand et que leur terre était une ancienne partie de l'empire allemand et faisait depuis lors partie de l'"espace vital" allemand (Lebensraum). Ces conclusions prétendument savantes sont reprises dans les journaux allemands, bien que la propagande en langue italienne diffusée dans la province d'Udine mette l'accent sur la distinction ethnique et l'autonomie régionale de la population locale, et non sur le pangermanisme.
Plusieurs factions au sein du gouvernement nazi avaient également l'intention d'étendre encore davantage la superficie des deux zones opérationnelles au détriment du territoire italien. Joseph Goebbels écrivit dans son journal que la seule frontière "logique" serait celle qui inclurait les territoires de l'ancien royaume Habsbourg de Lombardie-Vénétie, exprimant l'espoir que l'amitié renouvelée d'Hitler avec Benito Mussolini ne le dissuaderait pas de cette démarche:
Nous devons non seulement récupérer le Tyrol du Sud, mais j'envisage de tracer la ligne de démarcation au sud de Venise. Tout ce qui était autrefois une possession autrichienne, nous devons le récupérer entre nos mains. Les Italiens, par leur infidélité et leur trahison, ont perdu toute prétention à un État national de type moderne.
Il réussit finalement à convaincre Hitler que cette ligne de conduite doit être adoptée, et ce dernier accepte que Venise soit liée au Reich dans "une sorte de confédération lâche".

## Opérations militaires dans la zone
Comme un débarquement allié dans la zone était anticipé par les Allemands, et en raison de la présence d'un grand nombre de partisans italiens, slovènes et croates, l'OZAK a également accueilli un important contingent militaire allemand, commandé par le General der Gebirgstruppe Ludwig Kübler. Le 28 septembre 1944, ces unités ont été rebaptisées 97e corps d'armée (en allemand : LXXXXVII. Armeekorps z.b.V.1). Presque tous les véhicules blindés disponibles, modernes ou obsolètes, ont été mis à la disposition de la Wehrmacht, de la Waffen-SS, de l'Ordnungspolizei ou des unités fascistes italiennes et slovènes.
Le 30 avril 1945, plusieurs milliers de volontaires de l'antifasciste italien Comité de libération nationale (Comitato di Liberazione Nazionale) se soulèvent contre les nazis. Le 1er mai, Globocnik se voit confier le commandement d'un assortiment chaotique de troupes allemandes et collaborationnistes convergeant vers Trieste alors qu'elles se retirent d'Italie et de Yougoslavie. Ces unités sont immédiatement engagées par la 4e armée des Partisans avant de se rendre à la 2e division d'infanterie néo-zélandaise commandée par le lieutenant-général néo-zélandais Sir Bernard Freyberg dans la soirée du 2 mai. Le lendemain est signée la reddition de Caserte.
Cependant, les combats se poursuivent pendant plusieurs jours entre l'armée de Josip Broz Tito et les restes de la Wehrmacht et des forces collaborationnistes. Les Partisans commencent à se retirer des zones situées à l'ouest de la rivière Isonzo le 15 mai,. Le 11 juin, les troupes yougoslaves commencent à se retirer de Trieste.

## Source
- (en) Cet article est partiellement ou en totalité issu de l’article de Wikipédia en anglais intitulé « Operational Zone of the Adriatic Littoral » (voir la liste des auteurs).